# Convento de San Lorenzo Justiniano
El convento de San Lorenzo Justiniano, también conocido como convento de Justinianas, fue un convento fundado en el siglo XVI por las monjas justinianas en la ciudad española de Albacete.

## Historia
El convento de San Lorenzo Justiniano fue fundado por las monjas justinianas entre 1583 y 1604, estableciéndose inicialmente en unas dependencias donadas. La iglesia fue construida en 1680 en la plaza del Altozano. En el siglo XIX las monjas justinianas se unieron a las franciscanas. La institución religiosa desapareció en 1842.

## Características
El templo albergaba devociones a la Purísima Concepción, a los santos Cosme y Damián, a Jesús en su Coronación, a san Jorge, a san Lorenzo Justiniano y santa Gertrudis, a san José o Pías Memorias.